# Liste der Bodendenkmale in Neu Zauche
Die Liste der Bodendenkmale in Neu Zauche enthält alle Bodendenkmale der brandenburgischen Gemeinde Neu Zauche und ihrer Ortsteile. Grundlage ist die Veröffentlichung der Landesdenkmalliste mit dem Stand vom 31. Dezember 2020. Die Baudenkmale sind in der Liste der Baudenkmale in Neu Zauche aufgeführt.
|   | Gemarkung         | Flur | Kurzansprache | Bodendenkmalnummer | Bemerkung | Bild |
| - | ----------------- | ---- | --- | ------------------ | --------- | ---- |
| 1 | Briesensee (Lage) | 2    | Dorfkern deutsches Mittelalter, Dorfkern Neuzeit | 10018              |           |      |
| 2 | Caminchen (Lage)  | 1, 2 | Dorfkern Neuzeit, Dorfkern deutsches Mittelalter | 10044              |           |      |
| 3 | Neu Zauche (Lage) | 3    | Turmhügel deutsches Mittelalter, Schloss Neuzeit, Burg deutsches Mittelalter                                                                                          | 13297              |           |      |
| 4 | Neu Zauche (Lage) | 3, 4 | Dorfkern deutsches Mittelalter, Siedlung Bronzezeit, Dorfkern Neuzeit, Kirche deutsches Mittelalter, Kirche Neuzeit, Friedhof deutsches Mittelalter, Friedhof Neuzeit | 13298              |           |      |
| 5 | Neu Zauche (Lage) | 3    | Siedlung Urgeschichte | 13299              |           |      |